# Euodynerus annae
Euodynerus annae är en stekelart som först beskrevs av Kostylev 1937.  Euodynerus annae ingår i släktet kamgetingar, och familjen Eumenidae. Inga underarter finns listade i Catalogue of Life.